# Första slaget vid Fredericksburg
Slaget vid Fredericksburg ägde rum den 13 december 1862 mellan general Robert E. Lees Virginia-armé och Potomac-armén ledd av general Ambrose E. Burnside.

## Slaget
General Henry W. Halleck planerade en offensiv över floden Rappahannock för kunna belägra staden Fredericksburg som ligger i Virginia, på vägen till Konfederationens huvudstad Richmond. Offensiven blev försenad för att man tvingades att invänta färdigställandet av de pontonbroar som skulle användas. Detta trots att det fanns vadställen både uppströms och nerströms. När broarna var färdiga hade general Robert E. Lee redan organiserat försvaret och soldaterna låg nergrävda bakom stenmurar, söder och väster om staden. Försvaret uppgick till 72 564 man.
General Ambrose E. Burnside fortsatte ändå med sitt anfall mot staden, och hoppades på att hans numerära överläge på 117 000 man skulle vara den avgörande faktorn. På en höjd som kallas Stafford Heights hade han placerat ut 300 kanoner för att stoppa eventuella motattacker. Robert E. Lee hade stort förtroende för sin armé. På sin vänstra flank på höjden Marye's Heights hade han 20 000 man nergrävda bakom en stenmur. Söder om staden hade han sin huvudstyrka på 50 500 man, placerade på olika höjder vilket är bra som försvarställningar. General James Longstreet fick order att sköta försvaret och general Stonewall Jackson hade befäl över den mindre styrkan i väst.
Slaget började på morgonen den 13 december. Unionens general William B. Franklin skickade två divisioner till attack mot vad som var en blotta i Jacksons försvarslinje, och de lyckades bryta igenom staden försvar och korsa floden. Stonewall Jackson svarade med en motattack som orsakade Unionens armé stora förluster i samband med att gatustrider bryter ut. Jackson dra sig tillbaka till Marye's Heights. Efter det att man intagit staden så skickar general Ambrose E. Burnside division efter division mot Marye's Heights. För att nå kullarna måste soldaterna springa över öppen terräng framför Konfederationens försvarslinje, vilket orsakade stora förluster då de ständigt blev beskjutna. Dagen därpå den 14 december bad general Ambrose E. Burnside  om vapenvila vilken general Robert E. Lee beviljade så att Unionens armé skulle kunna hämta sina sårade. Nästa dag lämnade Unionens armé staden och general Robert E. Lee hade vunnit slaget.